# Ioan Petru Culianu
Ioan Petru Culianu (Iași, 5 gennaio 1950 – Chicago, 21 maggio 1991) è stato uno storico delle religioni, scrittore e filosofo romeno, specialista in antropologia religiosa, storia delle religioni, storia del Rinascimento.

## Biografia
Nacque a Iași, da Elena Bogdan (1907-2000), professoressa di chimica inorganica e Sergiu-Andrei Culianu (1904-1964), avvocato e matematico. Insegnò all'Università di Chicago e in quella di Groninga, dove si occupò di storia della cultura rumena.
Studiò all'Università di Bucarest, prima di ottenere il visto per l'Italia e spostarsi in Italia, a Perugia, dove frequentò l'Università per Stranieri nel 1972. Alla scadenza del permesso di soggiorno decise di rimanere nel paese e non ritornare in patria, spostandosi per i campi profughi di Trieste e Latina. Nel 1973 venne riconosciuto come rifugiato politico e in seguito insegnò all'Università Cattolica del Sacro Cuore a Milano, prima di spostarsi in Francia e nei Paesi Bassi e per ultimo negli Stati Uniti.
Nel 1987 ottenne il PhD alla Università di Parigi, con un tesi riguardante l'analisi dei principali miti occidentali, nell'ambito del dualismo della cultura occidentale, dopodiché si specializzò in magia rinascimentale e misticismo. Durante il periodo di collaborazione con Eliade, famoso storico di religioni, scrisse vari articoli politici.
Esperto di gnosticismo e di magia rinascimentale, fu collaboratore e discepolo di Mircea Eliade, dal cui modello di pensiero si sarebbe gradualmente allontanato. Culianu ha pubblicato vari lavori sul mondo dell'occulto, dell'eros, della magia, della fisica e della storia.

### Morte
Culianu è stato ucciso nel 1991, per motivi rimasti ignoti, anche se molte fonti ritengono che i suoi cattivi rapporti con il mondo rumeno della politica possano aver influito sugli avvenimenti. Furono sospettati elementi dell'estrema destra o dell'estrema sinistra rumena (membri dell'ex Securitate) che si erano inseriti nel nuovo corso democratico del dopo-Ceaușescu.
Venne assassinato dentro il bagno della scuola, a Chicago, da un colpo di pistola sparatogli alla testa.
Nel periodo precedente alla morte, Culianu aveva pubblicato numerosi articoli e interviste nelle quali criticava apertamente il governo post-rivoluzionario di Ion Iliescu.

## Pubblicazioni in italiano
- Mircea Eliade - Assisi - Cittadella Editrice - 1978 (seconda edizione ampliata, a cura di Marcello De Martino: Roma - Settimo Sigillo - 2008)
- Religione e potere, con Gianpaolo Romanato e Mario G. Lombardo - Torino - Marietti - 1981
- Iter in silvis. Saggi scelti sulla gnosi e altri studi - Messina - Dott. Antonino Sfameni - 1981
- Gnosticismo e pensiero moderno: Hans Jonas - Roma - L'Erma di Bretschneider - 1985
- Esperienze dell'estasi dall'ellenismo al Medioevo - Bari - Laterza - 1986
- Eros e magia nel Rinascimento: la congiunzione astrologica del 1484 - Milano - Mondadori - 1987
- I miti dei dualismi occidentali: dai sistemi gnostici al mondo moderno - Milano - Jaca book - 1989 (seconda edizione: 2018).
- La collezione di smeraldi: racconti - Milano - Jaca book - 1989
- I viaggi dell'anima: Sogni, visioni, estasi - Milano - Mondadori - 1991
- Il rotolo diafano, Postfazione e cura di Roberta Moretti, - Roma - Elliot - 2010
- Iocari serio. Scienza e arte nel pensiero del Rinascimento, a cura di H.C. Cicortas, postfazione di H.R. Patapievici, - Torino - Lindau 2017.